# Leotia infundibuliformis
Leotia infundibuliformis är en svampart som först beskrevs av Jakob Christan Schaeffer, och fick sitt nu gällande namn av Elias Fries 1818. Leotia infundibuliformis ingår i släktet slemmurklingar och familjen Leotiaceae.   Inga underarter finns listade i Catalogue of Life.